# Zlatý věk nizozemského malířství

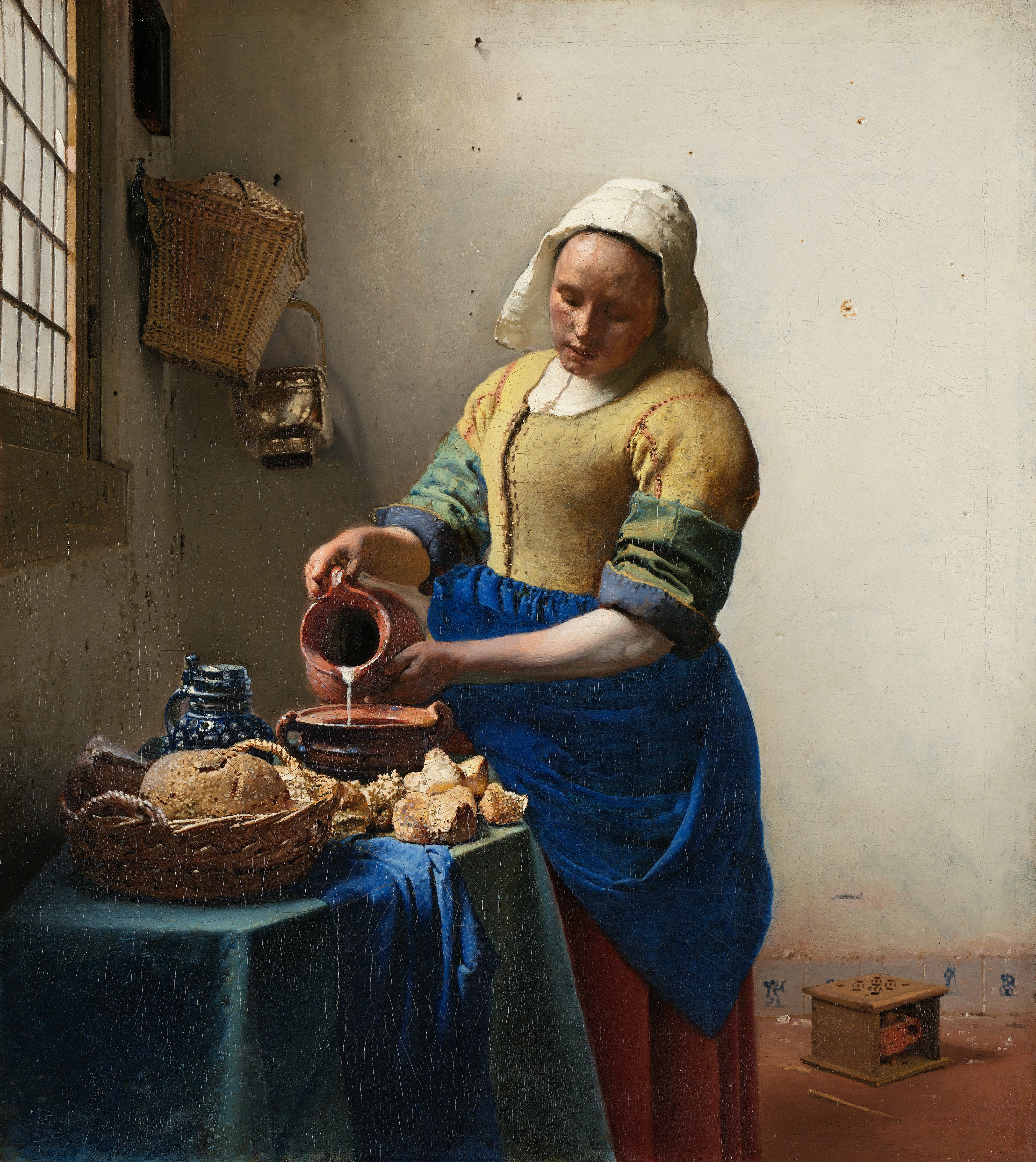
Jan Vermeer: Het melkmeisje

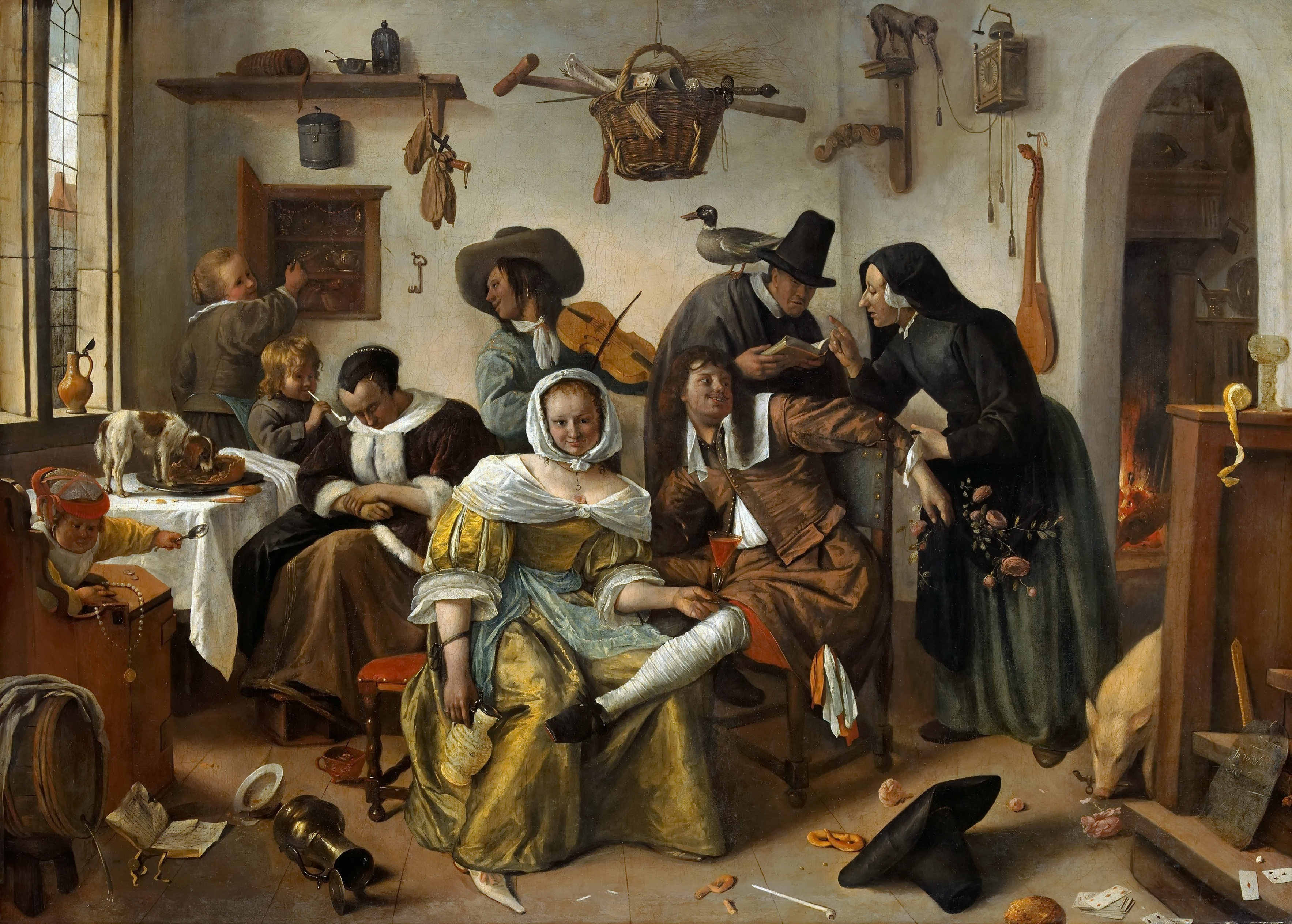
Obraz Jana Steena

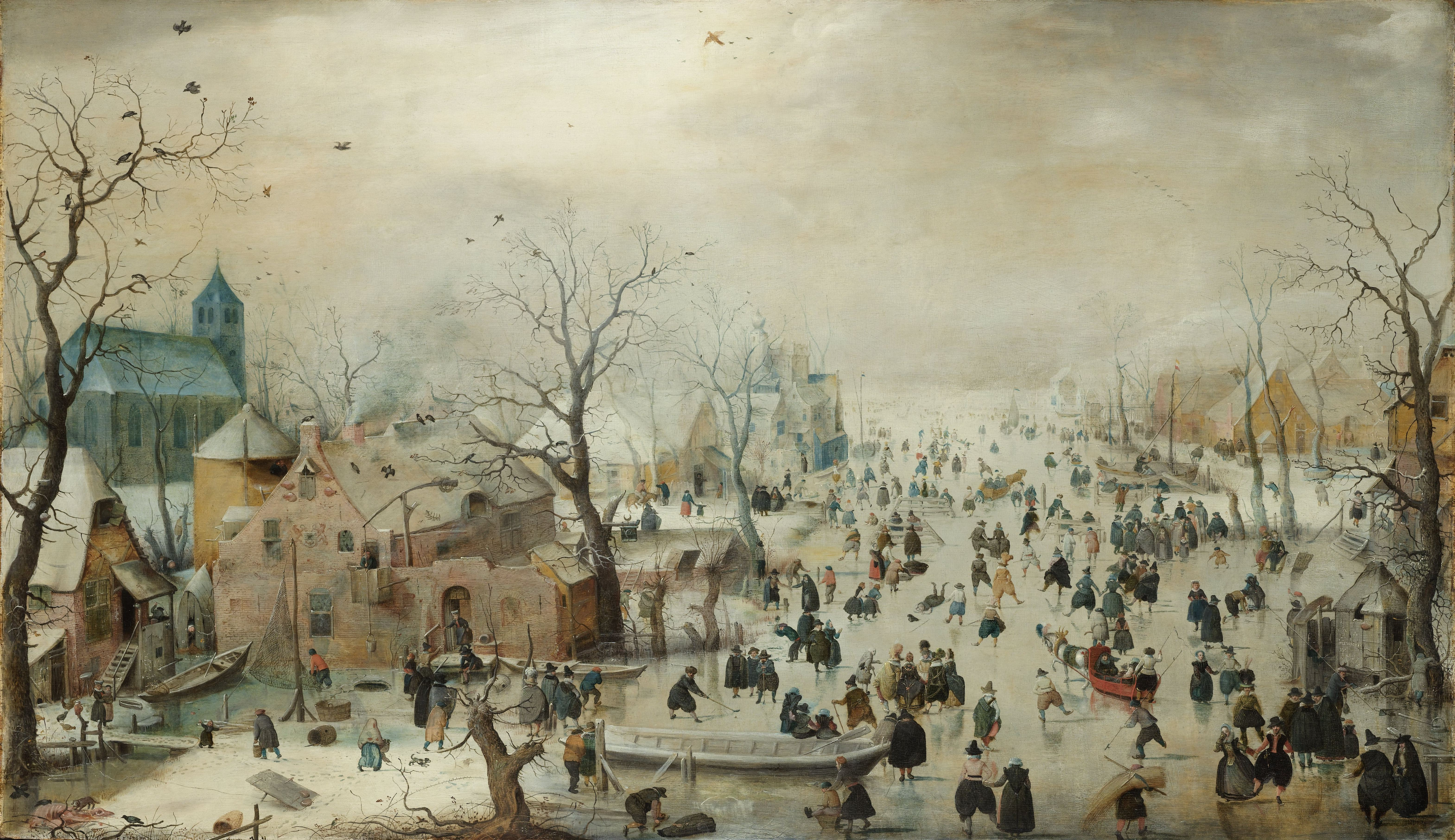
Hendrick Avercamp: Winterlandschap met ijsvermaak

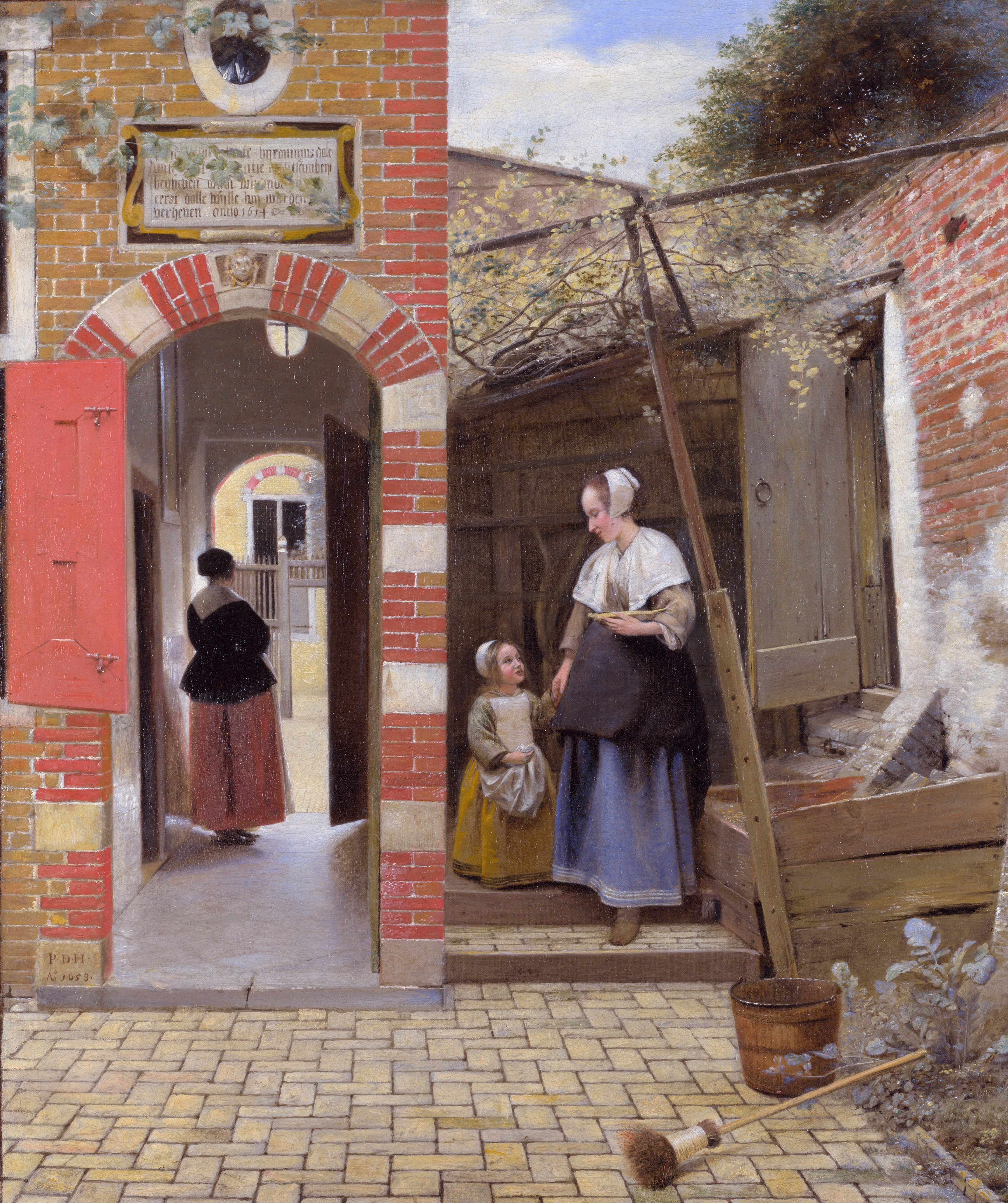
Obraz Pietera de Hoocha

Zlatý věk nizozemského malířství je pojem označující výtvarné umění v časech nizozemského zlatého věku, tedy v 16. a 17. století, především od vzniku Spojených provincií nizozemských v roce 1581 do konce třicetileté války v roce 1648. Nejznámějšími představiteli zlatého věku jsou Rembrandt van Rijn a Jan Vermeer. Nizozemské malířství té doby přineslo mnoho novinek do evropského umění – především nové žánry, jako bylo zátiší nebo výjevy z každodenního života.

## Podmínky
Nová republika, Spojené provincie nizozemské, byla nejbohatším státem v Evropě a lídrem evropského obchodu, vědy a umění. Sever Nizozemí, kde vznikla, byl tradičně méně důležitým uměleckým centrem než jih, takzvané Flandry. Velké populační a společenské změny po vzniku nové republiky, mj. ostrý rozchod se starými monarchistickými a katolickými kulturními tradicemi, však otevřely prostor pro hledání osobité kultury, přičemž malíři ho využili zdaleka nejvíce. Cítili se vývojem nejvíce osvobozeni, protože protestantismus (přesněji nizozemský kalvinismus) si nežádal náboženská témata, naopak měl k zobrazování náboženských témat "obrazoboreckou nedůvěru", takže malířům se otevřel prostor ke ztvárňování nových, světských, témat, který vášnivě využili. Církev sice přestala zadávat zakázky, ale nahradili je bohatí měšťané. Malířská výzdoba jejich domů se stala prestižní záležitostí, obzvláště když okna domů, v protestantské tradici, nebyla zakrývána závěsy či záclonami. Odhaduje se, že v prvních sto letech nizozemské republiky se malířstvím živilo až 700 umělců. Vzniklo v té době až milion obrazů. Poprvé v dějinách zde také vznikl skutečný trh s obrazy, takže malíři už nemuseli malovat jen na zakázku, mohli tvořit volně a pokusit se uplatnit dílo na trhu, v naději, že ho koupí předem neznámý kupec.

## Charakter tvorby
Charakteristickým rysem období je žánrové rozrůznění malby, přičemž většina umělců tvoří svá díla právě v jednom ze žánrů - portrét, žánrové scény, krajiny, mořské scenérie nebo zátiší. Mnoho z těchto žánrů bylo v západní malbě nových a způsob, jakým je v tomto období Nizozemci uchopili, byl pro jejich budoucí vývoj rozhodující. Za nejprestižnější žánr byl považován ten již zavedený - historická malba, nicméně jeho těžší uplatnitelnost na trhu vedla mnoho umělců k žánrům "nižším". Žánr ve své době považovaný za vůbec nejnižší - výjevy z každodenního života - je v současnosti ceněn velice vysoko.
Většina obrazů byla relativně malá - jediným běžným typem opravdu velkých obrazů byly skupinové portréty. Malování přímo na zdi takřka vymizelo, stěnový prostor ve veřejných budovách i honosnějších soukromých sídlech začal být pokrýván zarámovanými plátny, což poskytovalo umělcům mnoho zakázek. Paradoxem je, že mnoho z dnes tolik ceněných děl nebylo v 18. a 19. století považováno za cenné, takže byly nezřídka přemalovány, neboť staré pomalované plátno bylo obvykle levnější než nové s novým rámem. Většinou se hovoří o zlaté době nizozemského malířství, a nikoli výtvarného umění, protože nizozemské sochařství té doby skomíralo. Jedinou výjimkou, která držela s malířstvím krok, bylo nizozemské dekorativní umění, především s využitím stříbra.
Někdy je Zlatý věk nizozemského malířství přiřazován k evropskému baroku, neboť časově se s ním shoduje, avšak značná část kunsthistoriků ho považuje za zcela samostatný stylový projev, neboť se od baroka liší v mnoha aspektech - většina obrazů postrádá idealizaci a monumentalitu, tak typickou pro barokní díla v katolických zemích té doby, včetně sousedních Flander. Většina prací naopak působí silně realisticky, což lze chápat jako předjímání budoucích proudů evropského umění, nebo naopak jako rozvinutí určitého zvláštního lokálního rysu, neboť zárodky této linie jsou k nalezení už v rané nizozemské malbě.

## Malíři
Velkou čtyřku této etapy a tohoto stylu představují Rembrandt van Rijn (1606–1669), Jan Vermeer (1632–1675), Frans Hals (asi 1583–1666) a Jan Steen (1626–1679). K důležitým tvůrcům ale patří i Jacob Isaakszoon van Ruisdael (asi 1628–1682), Hendrick Avercamp (1585–1634), Pieter de Hooch (1629–1683), Gerard ter Borch (1617–1681), Albert Cuyp (1620–1691), Carel Fabritius (1622–1654), Jan van Goyen (1596–1656), Adriaen van Ostade (1610–1684), Gerhard van Honthorst (1590–1656), Adriaen Brouwer (asi 1605–1638), Gabriel Metsu (1629–1667), Judith Leysterová (1609–1660), Meindert Hobbema (1638–1709), Paulus Potter (1625–1654) nebo Willem Claeszoon Heda (1594–1680). K méně známým malířům patří Pieter Lastman (1583–1633), David Teniers mladší (1610–1690), Ferdinand Bol (1616–1680), Hendrik Goltzius (1558–1617), Abraham Bloemaert (1564–1651), Pieter Claesz (asi 1597–1660), Salomon van Ruysdael (asi 1600–1670), Bartholomeus van der Helst (1613–1670), Dirck Jaspersz. van Baburen (asi 1590–1624), Philips Wouwermans (1619–1668), Balthasar van der Ast (asi 1593–1657), Jan Davidsz. de Heem (1606–asi 1683), Hendrick ter Brugghen (1588–1629), Ambrosius Bosschaert (1573–1621) a mnozí další: Pieter Jansz. Saenredam, Jan Lievens, Jan Asselijn, Cornelis van Haarlem, Jan van Huysum, Hercules Seghers, Roelant Savery, Esaias van de Velde, Karel Dujardin, Thomas de Keyser, Willem Drost, Cornelis van Poelenburgh, Pieter de Molijn, Bartholomeus Breenbergh, Aert van der Neer, Otto Marseus van Schrieck, Jan Baptist Weenix atd.